# Пуйяна, Рафаэль
Рафаэль Пуйяна Михельсен (исп. Rafael Puyana Michelsen; 14 октября 1931, Богота — 1 марта 2013, Париж) — колумбийский пианист, клавесинист

 и композитор.

## Биография
Начал учиться игре на фортепиано в возрасте шести лет у своей тёти, в 13-летнем возрасте дебютировал в Театре Колумба в Боготе. В 16 лет поступил в Консерваторию Новой Англии в Бостоне, где учился игре на клавесине у Ванды Ландовской. По окончании консерватории Пуйяна отправился в Париж учиться композиции у Нади Буланже. Вернувшись в США, он в 1957 году дал первый концерт в Нью-Йорке, и с этого началась его исполнительская карьера.
После смерти Ландовской в 1959 году Пуйяна унаследовал знаменитый концертный клавесин Grand Modèle фирмы Pleyel, специально созданный для Ландовской. Он считал этот инструмент (со своим мощным, оркестровым звуком, характерным для эстетики школы Ландовской) неотъемлемой частью своей музыкальной идентичности и продолжал выступать с ним на протяжении всей своей исполнительской карьеры.
Основал и возглавлял кафедру клавесина в Национальном университете Колумбии в Боготе.
Скончался в Париже 1 марта 2013 года в возрасте 81 года.
Ряд классических произведений исполнены Пуйяной на уникальном трёхручном (с тремя клавиатурами или мануалами) клавесине мастера И.А. Хасса 1740 года.

## Творческие контакты
Выступал с И.Менухиным, Л.Стоковским, А.Сеговией. Ему посвящали сочинения Ф.Момпоу, Шавьер Монсальватже.

## Преподавательская деятельность
Пуйяна также вёл преподавательскую деятельность — его учениками, в частности, являлись Кристофер Хогвуд и Элизабет де ла Порте.